# Акваријум (филм)
Акваријум је југословенски филм из 1969. године. Режирао га је Србољуб Станковић, а сценарио је писао Зоран Станојевић.

## Улоге
| Глумац           | Улога |
| ---------------- | ----- |
| Иван Бекјарев    |       |
| Љерка Драженовић |       |
| Драган Николић   |       |
| Божидар Стошић   |       |
| Јелица Теслић    |       |